# Thaumatopsis magnificus
Thaumatopsis magnificus là một loài bướm đêm trong họ Crambidae.